# باش قشلاق (خدابنده)
باش قشلاق، روستایی از توابع بخش افشار شهرستان خدابنده در استان زنجان ایران است.

## جمعیت
این روستا در دهستان قشلاقات افشار قرار دارد و براساس سرشماری مرکز آمار ایران در سال ۱۳۸۵، جمعیت آن ۱۸۵ نفر (۴۵خانوار) بوده‌است.